# Communauté de communes de l'Issaure
La communauté de communes de l'Issaure est une ancienne communauté de communes française, située dans le département de la Haute-Vienne, en région Limousin.

## Histoire
La communauté de communes de l'Issaure est créée le 19 décembre 1997.
Elle est fondue au 1er janvier 2014 dans la nouvelle Communauté de communes Briance - Sud-Haute-Vienne.

## Composition
Elle regroupait 3 communes :
- Château-Chervix
- Magnac-Bourg
- Vicq-sur-Breuilh